# ملعب خوسيه زوريلا
ملعب نويفو خوسيه زوريلا (بالإسبانية: Estadio Nuevo José Zorrilla)‏ هو ملعب كرة قدم بمدينة بلد الوليد في إسبانيا، وهو الملعب الرئيسي لريال بلد الوليد منذ 1982. ويصل طاقة الملعب الاستيعابية إلى 26,512 ألف متفرج.
استضاف الملعب العديد من المنافسات منها كأس العالم لكرة القدم 1982.